# Lufthansa CityLine
Lufthansa CityLine er et regionalt flyselskab fra Tyskland. Selskabet er et 100% ejet datterselskab af Lufthansa og har hovedkontor i München. Lufthansa CityLine har hub på Flughafen Frankfurt Main og Flughafen München Franz Josef Strauß. Selskabet blev etableret i 1958 under navnet Ostfriesische Lufttaxi.
Selskabet fløj i februar 2012 ruteflyvninger til 75 destinationer i 28 lande. Flyflåden bestod af 58 fly med en gennemsnitsalder på 8.3 år. Heraf var der tyve eksemplarer af Canadair CRJ-700, tolv Canadair CRJ-900, seks BAe 146, ni Embraer ERJ-190, samt elleve eksemplarer af Embraer ERJ-195 som de største fly i flåden med plads til 116 passagerer. Lufthansa CityLine flyver udelukkende under Lufthansas rutenumre.

## Historie
Flyselskabet blev grundlagt som Ostfriesische Lufttaxi (OLT) i 1958, og blev i 1970 omdøbt til Ostfriesische Lufttransport (OLT) (der stadig eksisterer som en selvstændigt flyselskab i Emden). Det blev reorganiseret og omdøbt til DLT Luftverkehrsgesellschaft mbH den 1. oktober 1974, og begyndte i 1978 at samarbejde med Lufthansa omkring kortrækkende internationale ruter. I 1988 var alle flyvninger på vegne af Lufthansa. I marts 1992 DLT blev et helejet datterselskab af Lufthansa og blev samtidig omdøbt til Lufthansa CityLine. Den 31. december 2011 havde Lufthansa CityLine 2.332 medarbejdere, hvoraf 664 arbejdede i cockpittet, 849 i kabinen og 819 på jorden med tekniske og administrative opgaver.